# Chrysanthellum
Chrysanthellum é um gênero de plantas com flor pertencente à família Asteraceae.

## Espécies reconhecidas
Dados de 1988;
- Chrysanthellum americanum (L.) Vatke - América Central, Caribe e Chiapas
- Chrysanthellum filiforme McVaugh - Michoacán
- Chrysanthellum indicum DC.
- Chrysanthellum integrifolium Steetz - América Central e sul do México
- Chrysanthellum involutum Paul G.Wilson - Guerrero e México (estado)
- Chrysanthellum keilii B.L.Turner - Michoacán
- Chrysanthellum michoacanum B.L.Turner - Michoacán
- Chrysanthellum perennans B.L.Turner - Oaxaca
- Chrysanthellum pilzii Strother - Oaxaca
- Chrysanthellum pusillum Hook.f. - Galápagos
- Chrysanthellum tamaulipense B.L.Turner - Tamaulipas